# Хербштайн
Хербштайн (нем. Herbstein) — город в Германии, в земле Гессен. Подчинён административному округу Гиссен. Входит в состав района Фогельсберг.  Население составляет 4852 человека (на 31 декабря 2010 года). Занимает площадь 79,98 км². Официальный код — 06 5 35 008.